# Фотоаппаратура ЛОМО
Список любительских фотоаппаратов, выпускавшихся на Ленинградском оптико-механическом объединении (ЛОМО).

## Довоенный этап

### Крупноформатные фотоаппараты
|  |  |  |

До Великой Отечественной войны на ГОМЗ выпускались в большом количестве пластиночные складные фотоаппараты большого формата (с мехами).
- «Фотокор № 1» (1930—1941) — предназначался для фотопластинок с размером кадра 9×12 см.
- «Турист» (1934—1940) — рассчитан на пластинки 6,5×9 см.

Камеры имели центральный затвор и объектив средней светосилы (соответственно f/4,5 и f/3,5).
Видоискатель рамочный или оптический несложной конструкции.
Фотоаппаратов «Турист» было изготовлено 136 тыс. штук, а «Фотокор № 1» выпущен в количестве более 1 млн экземпляров и стал первым массовым советским фотоаппаратом.
- С 1931 года на ГОМЗ выпускалась крупноформатная камера «ФКД», затем её производство начато на других предприятиях СССР.
- В 1939 году начат выпуск складной дальномерной камеры «Репортёр», передовой по тому времени (фотопластинки размером 6,5×9 см, сменные объективы, шторный затвор с большим диапазоном выдержек), однако производство прекращено из-за начавшейся Великой Отечественной войны. Выпущено менее 1 тыс. экз.

### Простейшие (детские) фотоаппараты

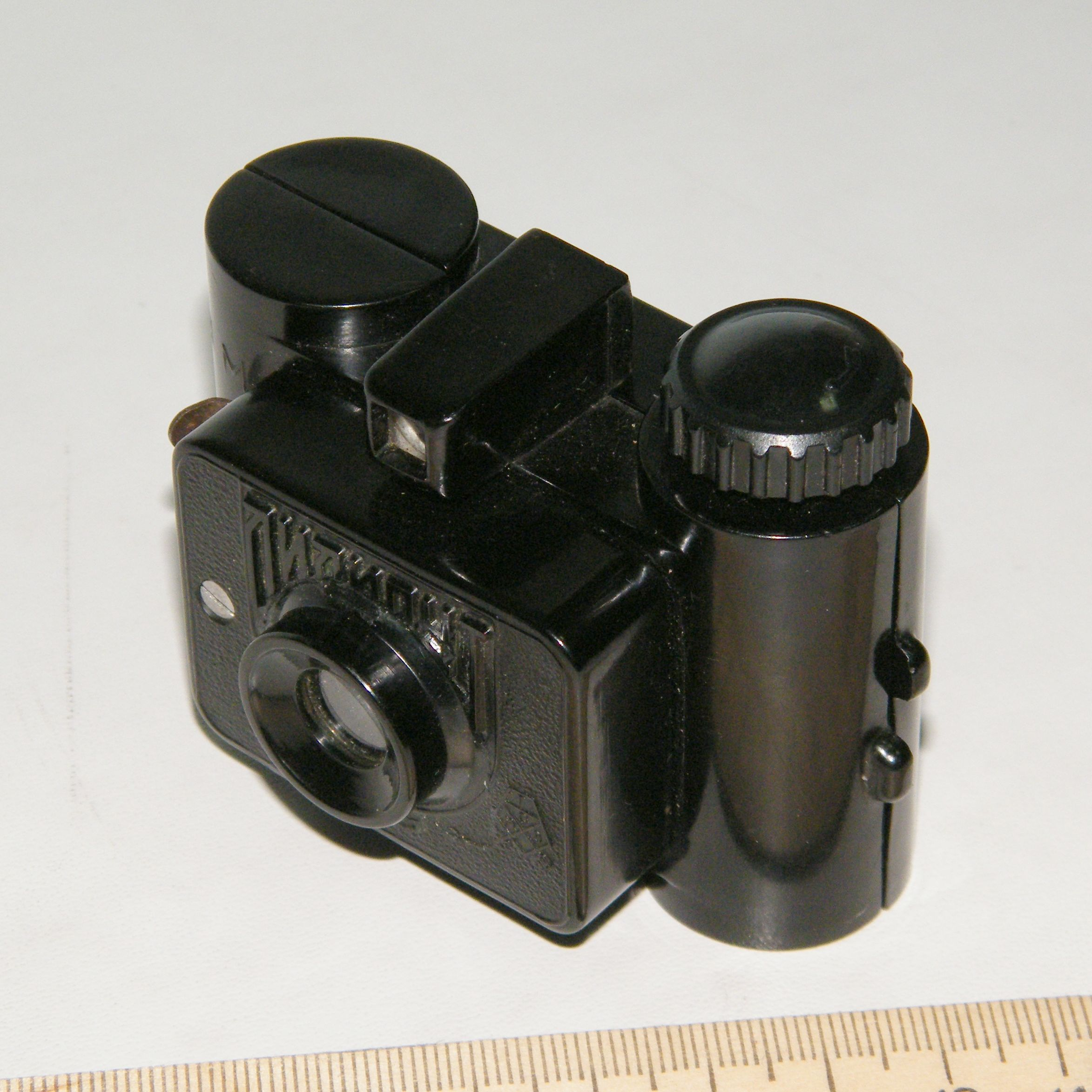
«Лилипут»

- «Лилипут» (1937—1940) — простейший фотоаппарат с размером кадра 24×24 мм, рассчитан на бескассетную зарядку 35-мм перфорированной фотокиноплёнкой.

Имел центральный затвор с единственной автоматической выдержкой, простейший оптический видоискатель и комплектовался жёстковстроенным однолинзовым объективом 9/38 мм.
Корпус пластмассовый (бакелитовый) со съёмной задней стенкой.
- «Малютка» (1940—1941) — аналогичен «Лилипуту».

«Лилипут» и «Малютка» предназначались для юных фотолюбителей и комплектовались фотоувеличительной приставкой, позволявшей использовать переднюю часть аппарата (с объективом) и получать фотографии небольшого размера.

### Первый советский однообъективный зеркальный фотоаппарат

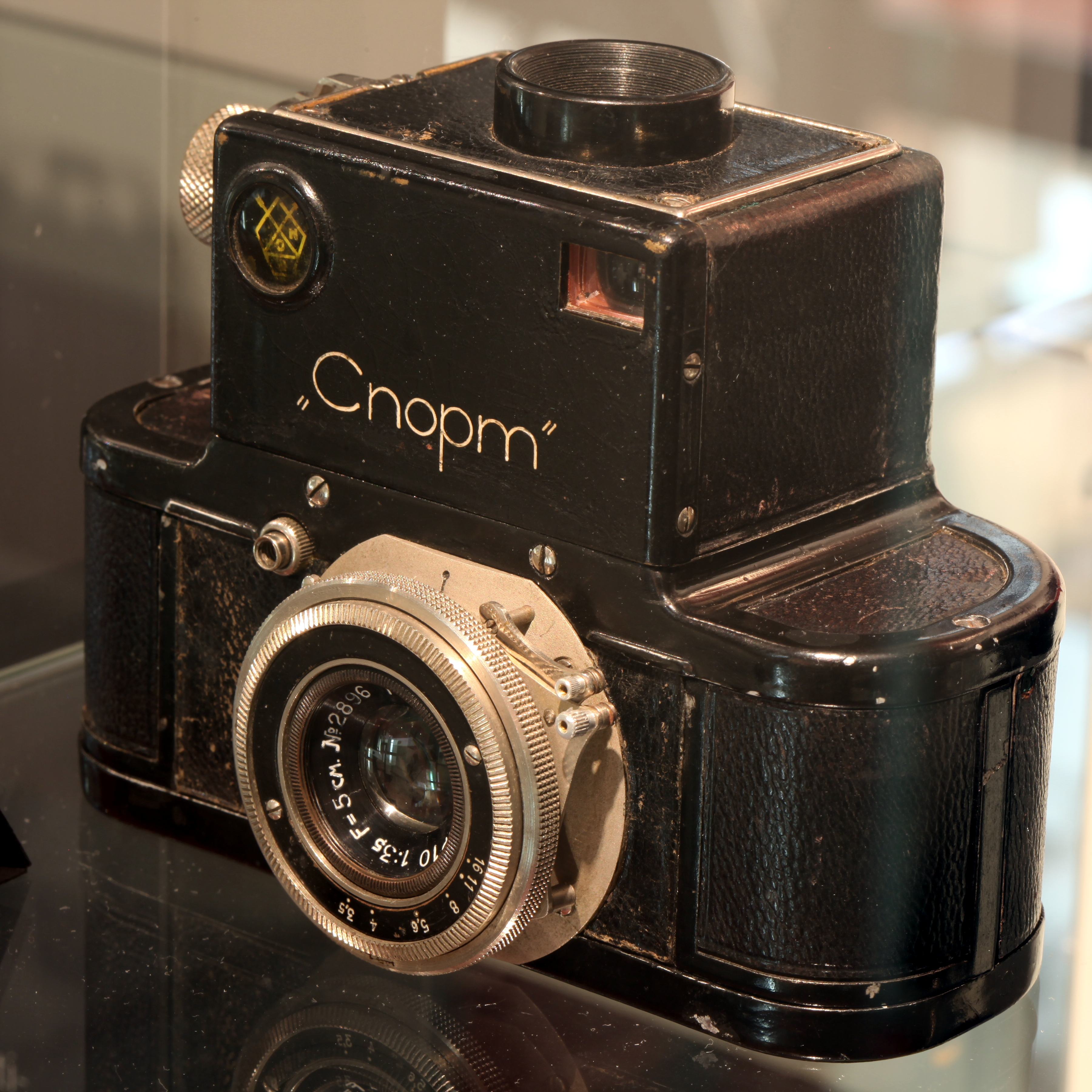
«Спорт»

- «Спорт» (1935—1941) — первый советский однообъективный зеркальный фотоаппарат, выпущен в количестве 19 тыс. штук.

Размер кадра 24×36 мм, камера заряжалась 35-мм фотокиноплёнкой в специальных кассетах.
Затвор фокальный металлический ламельный с движением ламелей вдоль короткой стороны кадра. Выдержки от 1/25 до 1/500 сек и «В».
Видоискатель зеркальный, с светозащитной шахтой и лупой. Фокусировочный экран — матовое стекло.
Объектив — «Индустар-10» 3,5/50.

### Довоенная «Смена»

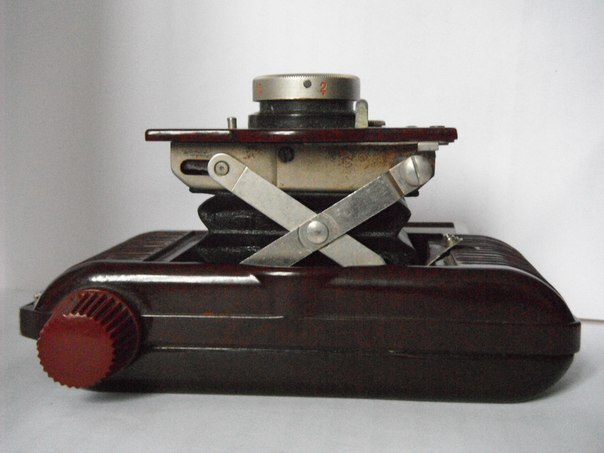
Довоенная «Смена»

- «Смена» (1939—1941) — шкальный фотоаппарат.

Корпус бакелитовый складной с выдвижной объективной панелью.
Зарядка бескассетная 35-мм перфорированной фотокиноплёнкой, размер кадра 24×36 мм.
Объектив — «Триплет» 6,8/50.
Видоискатель складной рамочный, затвор дисковый с выдержкой 1⁄50 сек и «В».

## Послевоенный этап

### Фотоаппараты «Момент» и «Ученик»

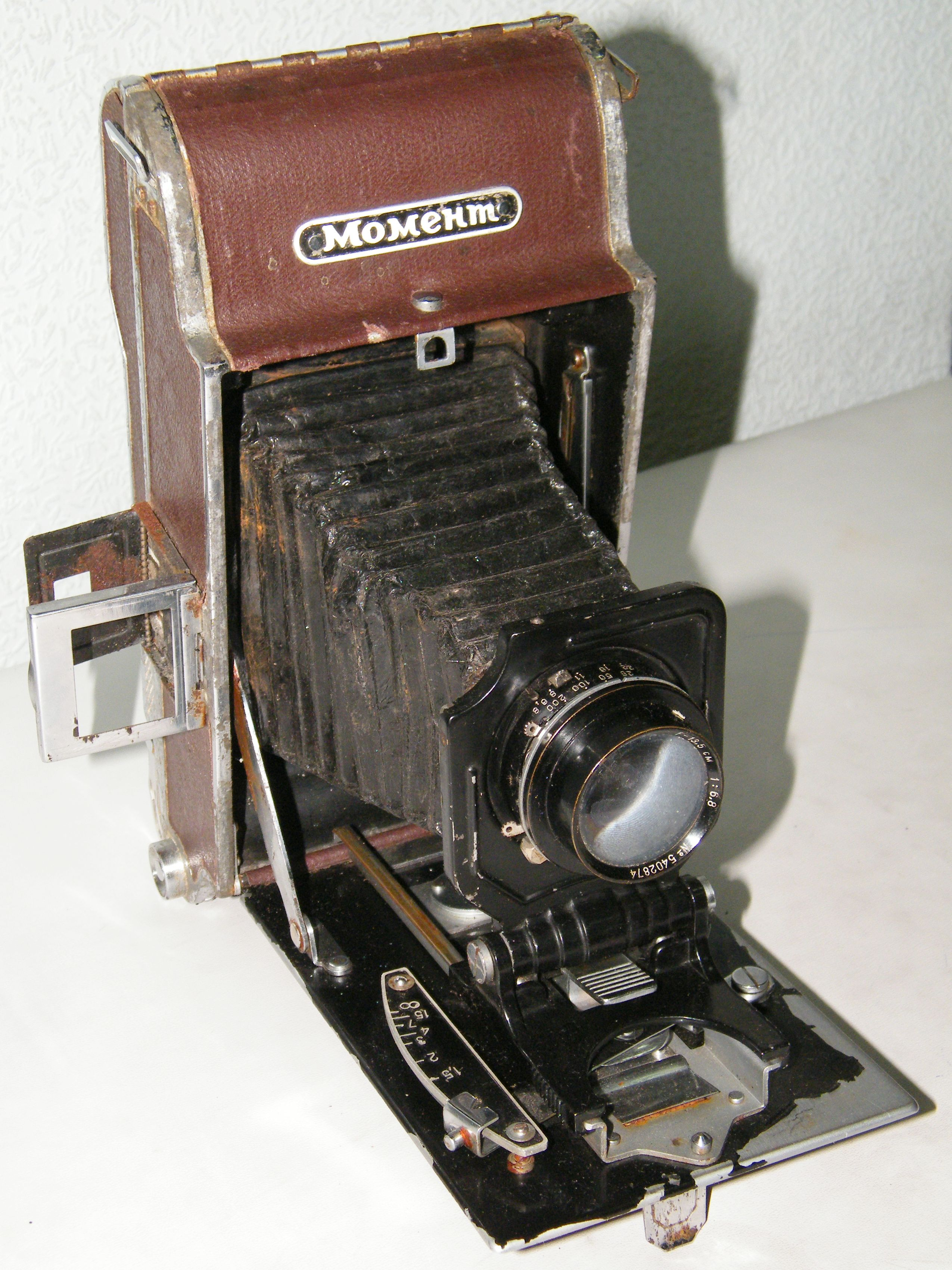
«Момент»

- «Момент» (1952—1954) — шкальный фотоаппарат одноступенного процесса.

Фотоаппарат имел складной корпус, изготовленный из тонкого стального листа и покрытый дерматином. Передняя панель фотоаппарата открывалась, затем принудительно выдвигался мех с оправой объектива и фотографическим затвором. Наведение на резкость от одного метра до «бесконечности» осуществлялось передвижением оправы объектива по откинутой передней панели при помощи рычажного устройства.
Тип применяемого фотоматериала — специальный фотокомплект одноступенного процесса «Момент», рассчитанный на получение восьми чёрно-белых негативов (на фотобумаге с галогенсеребряной эмульсией) и восьми чёрно-белых позитивов (на несветочувствительной бумаге). Размер кадра — 80×105 мм. Проявление происходило в камере, извлекался уже готовый снимок.
Объектив Триплет «Т-26» 6,8/135. Диафрагмирование от 1/6,8 до 1/22.
Центральный затвор с выдержками 1⁄10, 1⁄25, 1⁄50, 1⁄100, 1⁄200 сек и «В».
Видоискатель рамочный и оптический.
- «Ученик» (1952—1954) — шкальный крупноформатный фотоаппарат, рассчитанный на использование фотопластинок размером 9×12 см. Изготовлен на базе «Момента».

### Среднеформатные фотоаппараты

#### Двухобъективные зеркальные фотоаппараты
- «Комсомолец» (1946—1951). Размер кадра 6×6 см, фотоплёнка типа 120 («рольфильм»). Фокусировка по шкале расстояний, объектив видоискателя только для визирования и кадрирования. Разработан на основе немецкого фотоаппарата 1930-х годов «Voigtländer Brilliant». Съёмочный объектив — Триплет «Т-21» 6,3/80, центральный затвор с выдержками 1⁄25, 1⁄50, 1⁄100 сек и «В». Перемотка плёнки по цифрам на ракорде. Видоискатель — светозащитная шахта.
- «Любитель» (1950—1956) — разработан на основе камеры «Комсомолец». Видоискатель — светозащитная шахта, фокусировка по матовому стеклу. Съёмочный объектив — триплет «Т-22» 4,5/75. Объектив видоискателя однолинзовый, с большей светосилой, связан шестерёнчатой передачей со съёмочным объективом, фокусировка происходит одновременно. Центральный затвор с выдержками 1⁄15—1⁄250 сек и «В». Перемотка плёнки по цифрам на ракорде.
- «Любитель-2» (1955—1979) — модификация фотоаппарата «Любитель», отличался наличием синхроконтакта и автоспуска.
- «Нева» (1955—1958) — разработан на основе фотоаппаратов «Любитель», отличается улучшенными техническими характеристиками и улучшенным внешним видом. Съёмочный объектив «Индустар-6» 4/75, затвор с выдержками 1⁄8—1⁄250 сек и «В». Курковая перемотка плёнки.
- «Спутник» (1955—1973) — стереоскопический трёхобъективный зеркальный фотоаппарат. Разработан на основе фотоаппаратов «Любитель». Имеет два одинаковых синхронизированных затвора, два одинаковых съёмочных объектива (разнесены на расстояние около 64 мм) создают два снимка с размером кадра 6×6 см (стереопара). Полученные снимки просматриваются при помощи стереоскопа. Третий объектив (средний) — объектив зеркального видоискателя.
- «Любитель-166» (1976—1981) — разработан на основе фотоаппарата «Любитель-2». Взвод затвора сблокирован с перемоткой плёнки. Снабжён счётчиком кадров и блокировкой от повторного экспонирования. Выпущено 69 120 штук. Выпуск прекращён из-за нареканий в работе механизма перемотки плёнки. Съёмочный объектив — триплет «Т-22» 4,5/75. Центральный затвор с выдержками 1⁄15—1⁄250 сек и «В». Спусковая клавиша большого размера на оправе объектива.
- «Любитель-166В» (1980—1990) — «Любитель-166» с раздельным взводом затвора и перемоткой плёнки. Фактически тот же самый «Любитель-2» с изменённым внешним видом. Перемотка плёнки по цифрам на ракорде.
- «Любитель-166 универсал» (1983—1996) — после поступления в продажу фотоаппарата «Любитель-166В» в журнале «Советское фото» появились описания фотолюбительских переделок этой камеры на размер кадра 4,5×6 см. В комплектацию аппарата добавлена съёмная рамка для кадрового окна, в видоискателе отмечены границы меньшего кадра, на задней стенке появилось дополнительное смотровое окно для формата 6×4,5 (для перемотки плёнки по цифрам на ракорде).

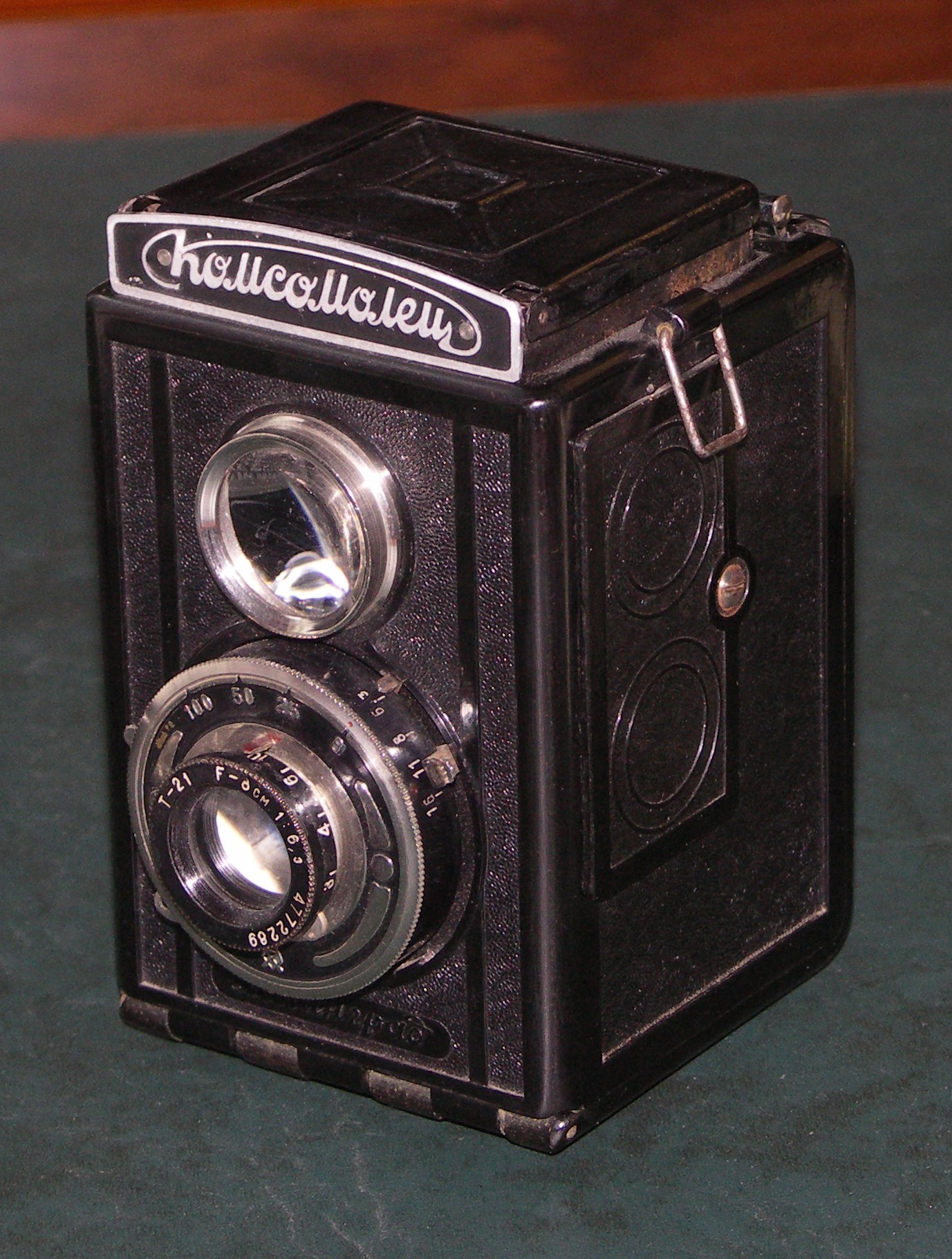
«Комсомолец»
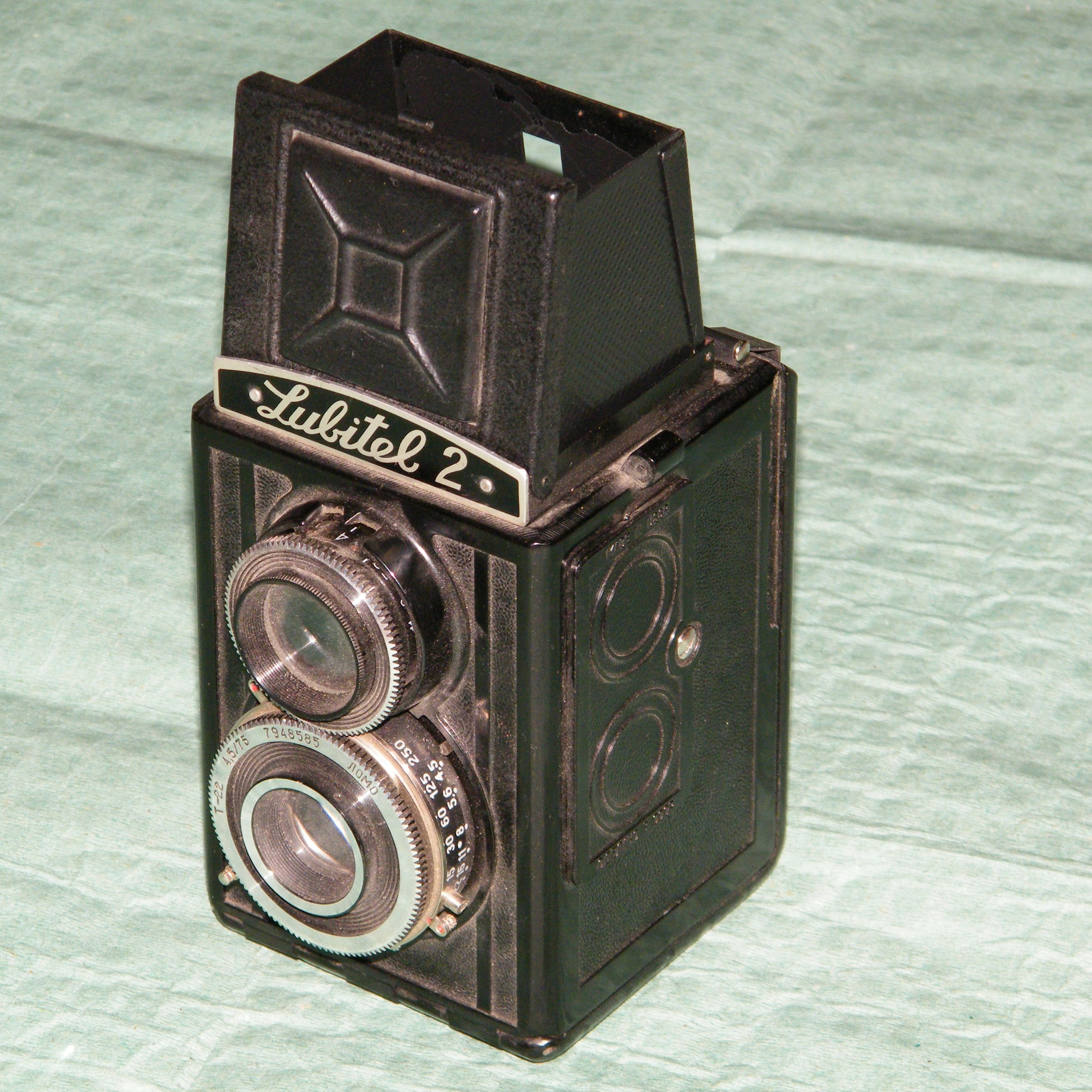
«Любитель-2»
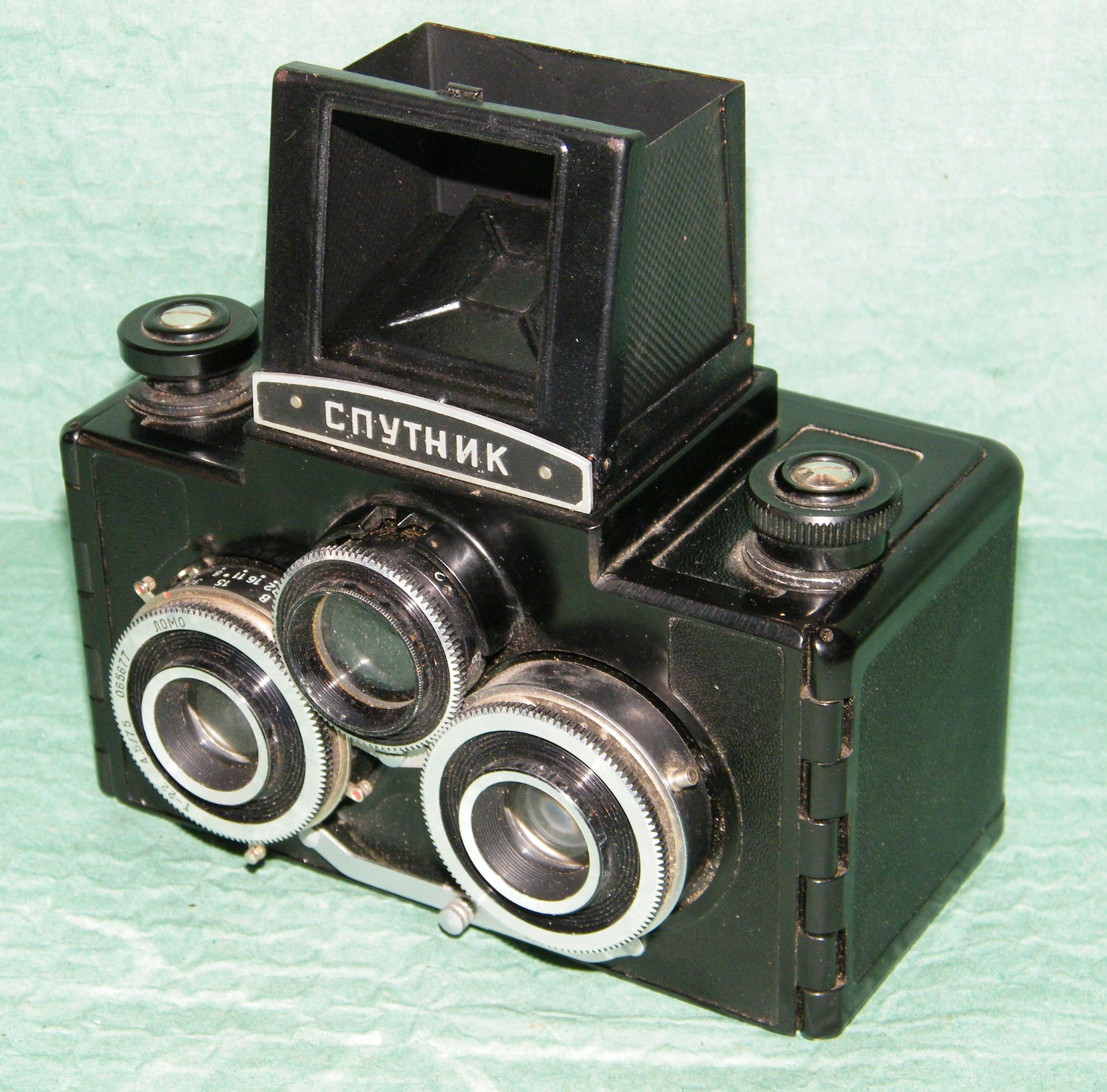
«Спутник»
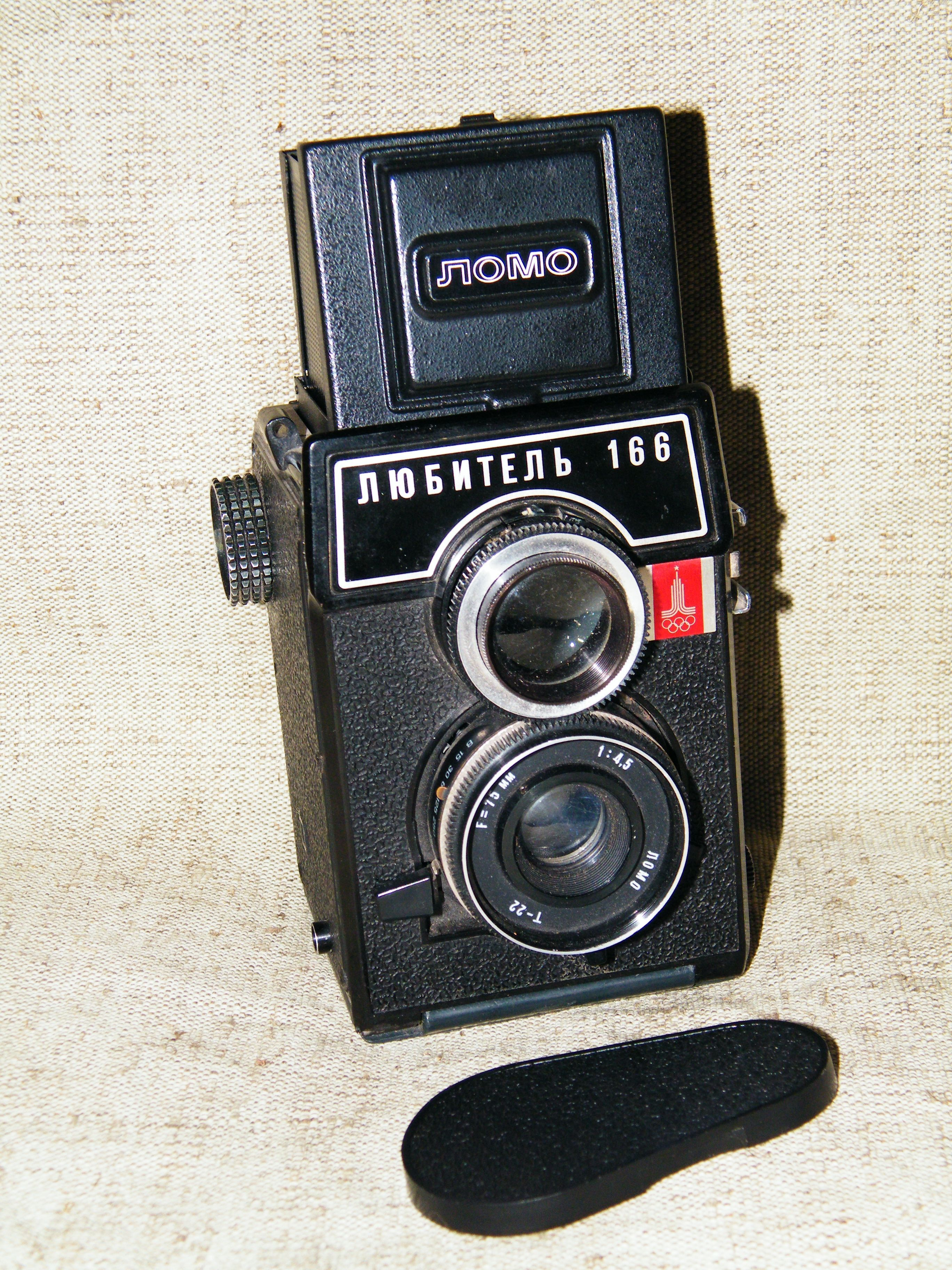
«Любитель-166»
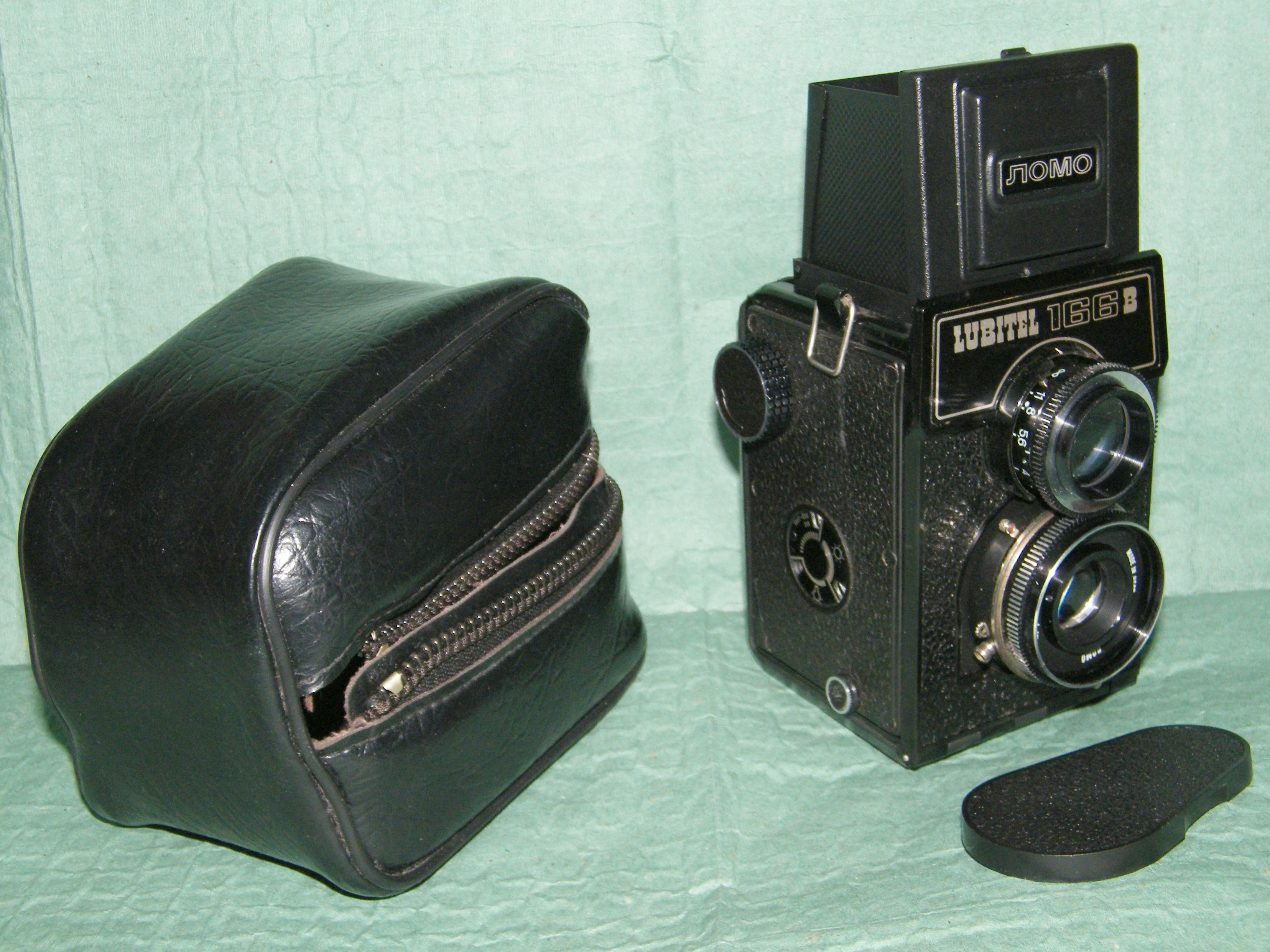
«Любитель-166В»

#### Однообъективный шкальный фотоаппарат

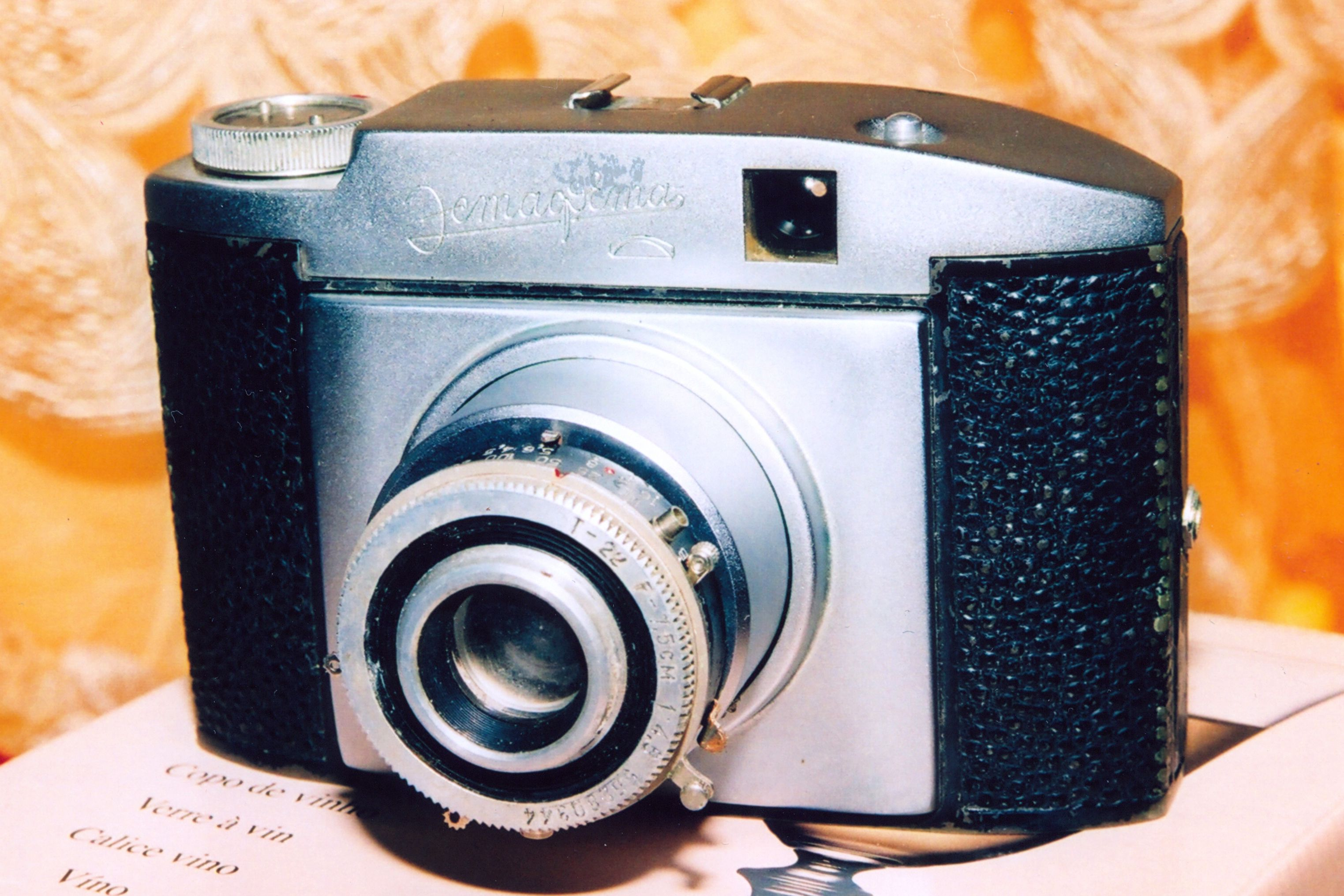
«Эстафета»

- «Эстафета» — шкальный фотоаппарат (размер кадра 6×6 см) с центральным затвором и складным (тубусным) объективом. Разработан и выпускался в Ленинграде (1958—1959), затем (1959—1961) производство перенесено в Минск (Минский механический завод). Объектив — Триплет «Т-35» 4/75, затвор с выдержками 1⁄8—1⁄250 сек и «В». Видоискатель оптический. Перемотка плёнки по цифрам на ракорде.

### Дальномерные фотоаппараты

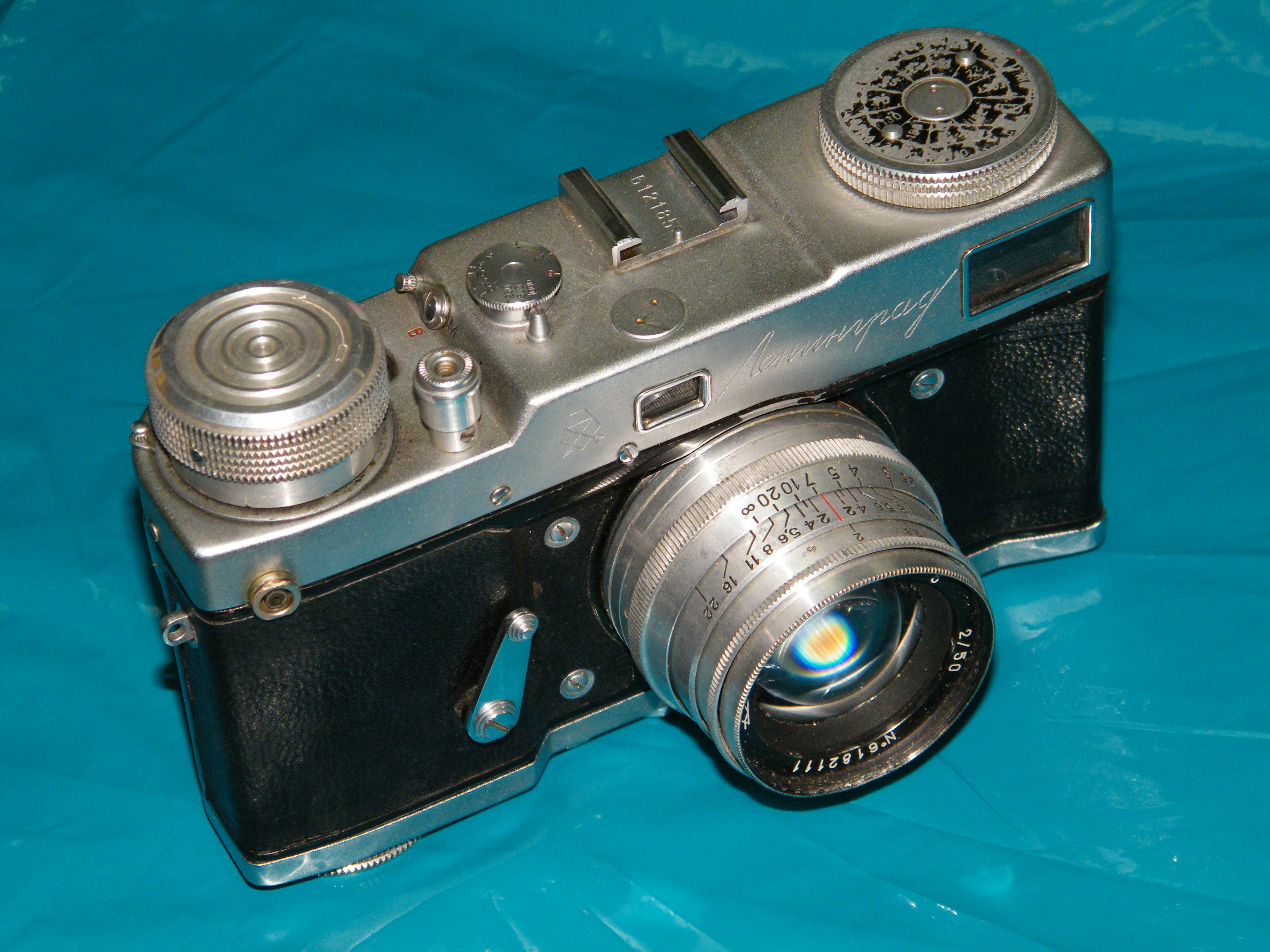
«Ленинград»

- «Ленинград» (1956—1968) — малоформатный фотоаппарат высокого класса со сменной оптикой (резьбовое крепление М39×1/28,8). Шторный затвор с большим диапазоном выдержек (от 1⁄1000 до 1 сек и «В»). Синхроконтакт с регулируемым временем упреждения (для электронной и одноразовой фотовспышки).

Особенность конструкции — пружинный двигатель перемотки плёнки и взвода затвора. Допускается съёмка 12 кадров при скорости 3 кадра/с.
Видоискатель совмещён с дальномером, в поле зрения видоискателя нанесены кадроограничительные рамки для сменных объективов с фокусным расстоянием 35, 50, 85 и 135 мм (съёмный внешний видоискатель, как на аппаратах «ФЭД» — «Зоркий», не нужен).

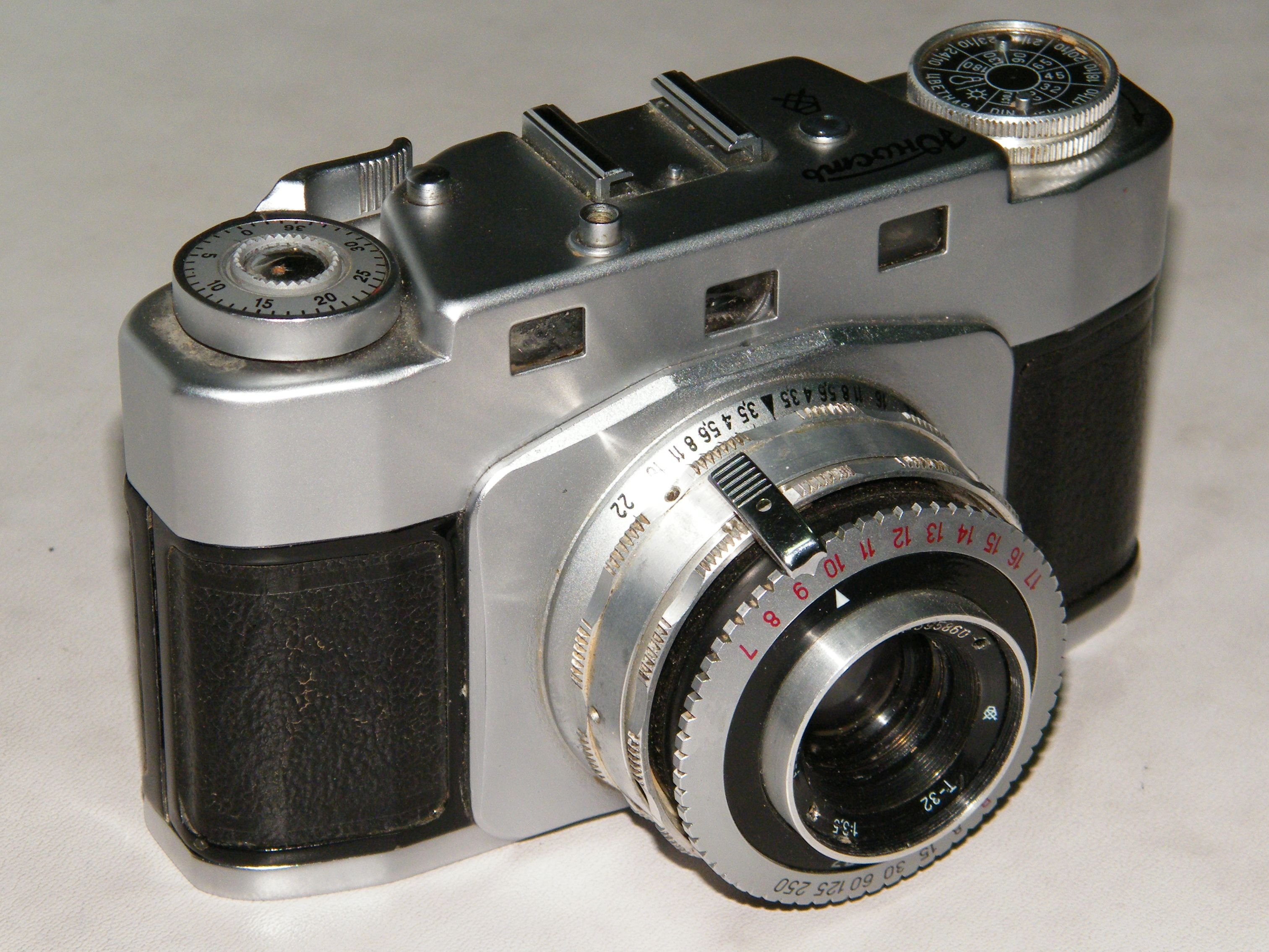
«Юность»

- «Юность» (1957—1961) — малоформатный фотоаппарат для начинающих фотолюбителей с несменным объективом (триплет «Т-32» 3,5/45).

Являлся промежуточным звеном между простыми шкальными («Смена») и более сложными дальномерными камерами со съёмными объективами («ФЭД» — «Зоркий»).
Курковый взвод затвора и перемотки плёнки.
Центральный затвор с выдержками от 1⁄10 до 1⁄250 сек и «В».
Видоискатель выполнен отдельно от дальномера.

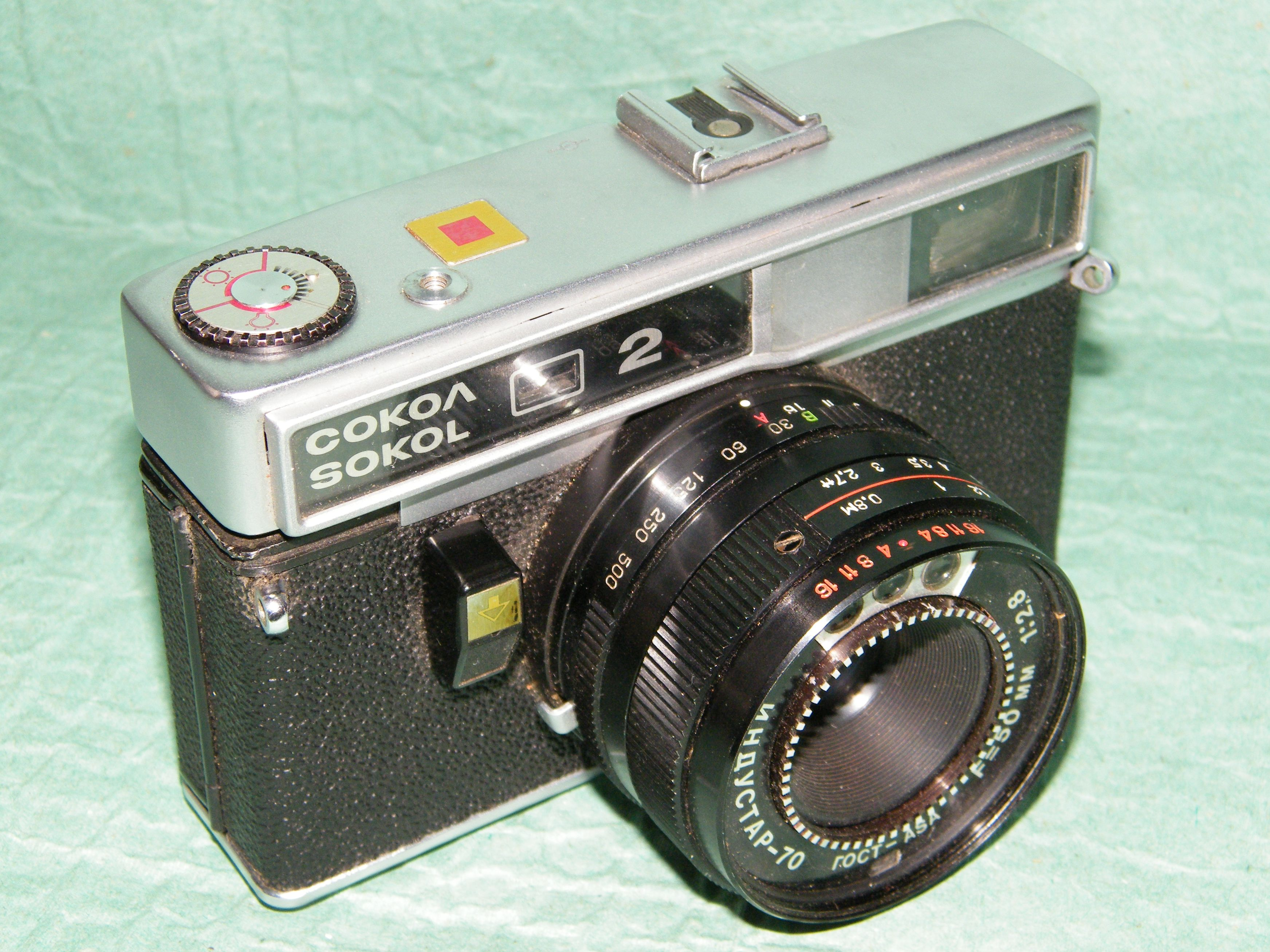
«Сокол-2»

- «Сокол» и «Сокол-2» — малоформатные фотоаппараты с автоматической установкой экспозиции. Выпускались с 1966 по 1986 год, изготовлено более 400 тыс. экземпляров. «Сокол-2» являлся незначительной модернизацией первого «Сокола».

Затвор «Сокола» создан на основе лицензионного затвора японской фирмы «Копал Мэджик» (фотоаппарат «Фуджика 35 ауто-М»), отличается повышенной сложностью, состоит примерно из 400 деталей. Отрабатывает выдержки от 1⁄30 до 1⁄500 сек и «В».
Курковый взвод затвора и перемотки плёнки. Видоискатель совмещён с дальномером (база — 67 мм). Автоматическая коррекция параллакса при фокусировке.
Объектив — «Индустар-70» 2,8/50, диафрагмирование от 1⁄2,8 до 1⁄16.
«Сокол» и «Сокол-2» — автоматы с приоритетом пяти выдержек (пятипрограммные автоматы). Если при установленной выдержке освещённость объекта съёмки недостаточная или избыточная — автоматически устанавливается бо́льшая (при диафрагме 2,8) или меньшая (при диафрагме 16) выдержка. Аппараты полностью работоспособны без источников питания.

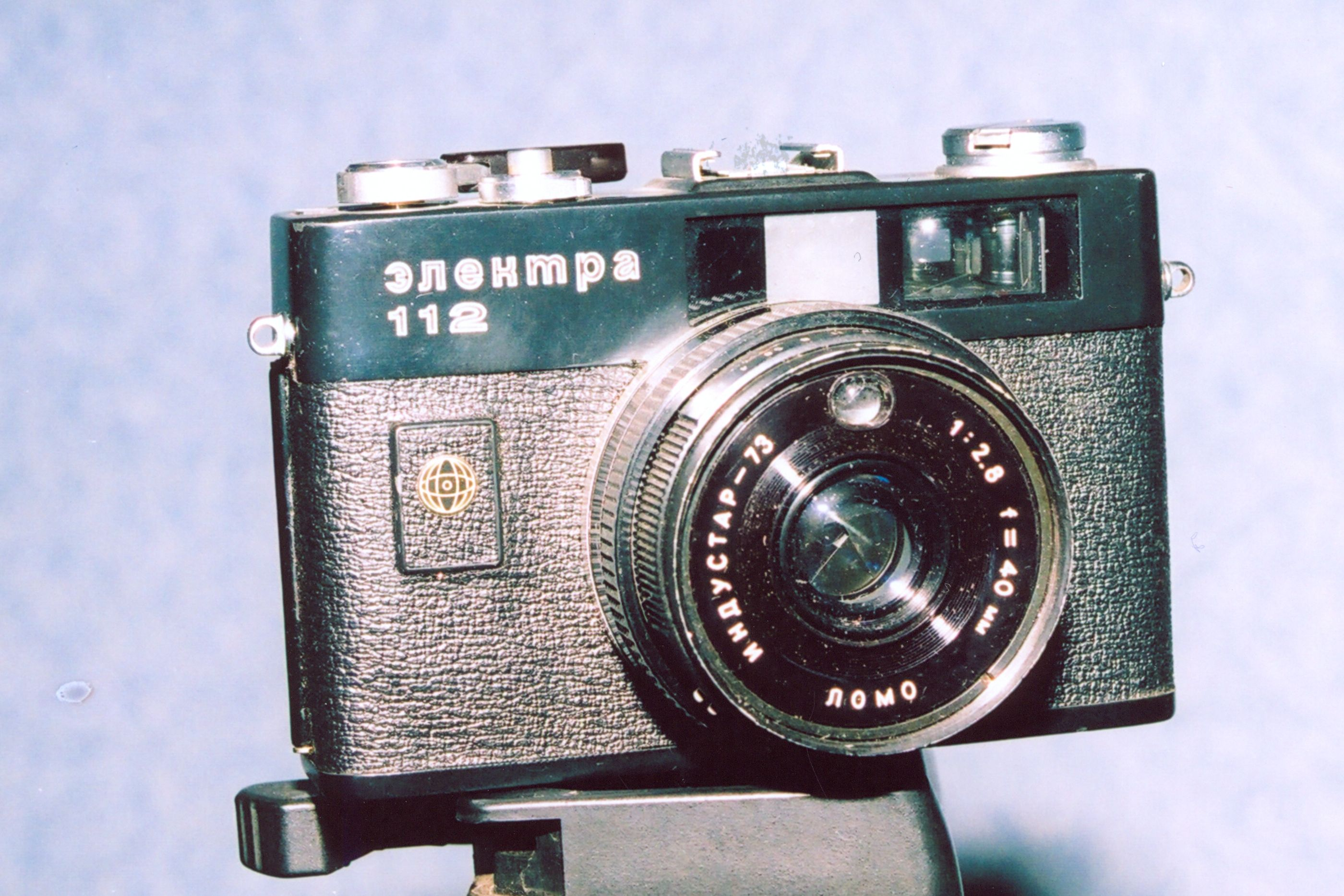
«Электра-112»

- «Электра-112» (1980—1984) — малоформатный фотоаппарат с автоматической установкой экспозиции (приоритет диафрагмы). Курковый взвод затвора и перемотки плёнки. Объектив «Индустар-73» 2,8/40. В автоматическом режиме центральный электронноуправляемый затвор отрабатывает бесступенчато выдержку от 2 до 1⁄500 сек. Значения диафрагмы устанавливаются вручную от f/2,8 до f/22. В поле зрения видоискателя расположены светодиоды контроля экспонометрического устройства. Дублирующие светодиодные индикаторы вынесены на верхнюю панель аппарата. При вставке фотовспышки с центральным синхроконтактом в обойму механизм камеры автоматически устанавливает выдержку 1⁄30 сек. Выдержка «В» отсутствует.

### Шкальные фотоаппараты семейства «Смена»
С 1952 года начат выпуск недорогих шкальных фотоаппаратов семейства «Смена», имевших сходные технические характеристики:
- пластмассовый корпус;
- применение фотоплёнки типа 135 в стандартных кассетах;
- несменный объектив типа триплет с фокусным расстоянием 40 мм и светосилой, не превышающей f/4;
- центральный залинзовый затвор с выдержками примерно от 1⁄15 до 1⁄250 сек и «В».

Фотоаппараты «Смена» (послевоенная), «Смена-2», «Смена-3» и «Смена-4» выпускались в одинаковом корпусе раннего типа. Обратная перемотка плёнки отсутствовала (съёмка в пустую кассету). Основные отличия:
- наличие или отсутствие автоспуска и синхроконтакта;
- на фотоаппаратах «Смена-3» и «Смена-4» применялся курковая перемотка плёнки.

Фотоаппараты «Смена» и «Смена-2» выпускались также и в Минске (БелОМО). Фотоаппараты «Смена-М» и «Смена-2М» в Ленинграде не выпускались, это исключительно белорусские камеры (отличались расширенным диапазоном выдержек).
Фотоаппараты «Смена-5», «Смена-6», «Смена-7», «Смена-8» и «Смена-9» выпускались во втором типе корпуса, в дальнейшем у коллекционеров получившем название «Смена-классик». Основные отличия:
- наличие или отсутствие автоспуска и синхроконтакта;
- «Смена-5» — объектив «Т-42» с меньшей светосилой (f/5,6), затвор с уменьшенным диапазоном выдержек.

На фотоаппаратах «Смена-8» и «Смена-9» появилась возможность обратной перемотки плёнки.
Фотоаппараты «Смена-8М» и «Смена-Символ» выпускались в новом корпусе, с возможностью вворачивания в оправу объектива светофильтров. «Смена-8М» занесён в книгу рекордов Гиннесса как самый массовый фотоаппарат (изготовлено более 21 млн экземпляров). «Смена-Символ» — курковый взвод затвора и перемотки плёнки, обратная перемотка, съёмка в пустую кассету невозможна. Установка экспозиции по символам погоды и по значениям светочувствительности фотоплёнки.
«Смена-Рапид» — фотоаппарат с зарядкой кассетами «Рапид», в СССР распространения не получил.
С середины 1980-х годов начат выпуск фотоаппаратов «Смена-19», «Смена-20» и «Смена-35» в корпусах с рестайлинговым исполнением, с небольшой утратой функциональных качеств (не было шкалы глубины резко изображаемого пространства).
- «Смена-19», «Смена-20» — модификация «Смены-Символ».
- «Смена-35» — модификация «Смены-8М», обратная перемотка, съёмка в пустую кассету невозможна.

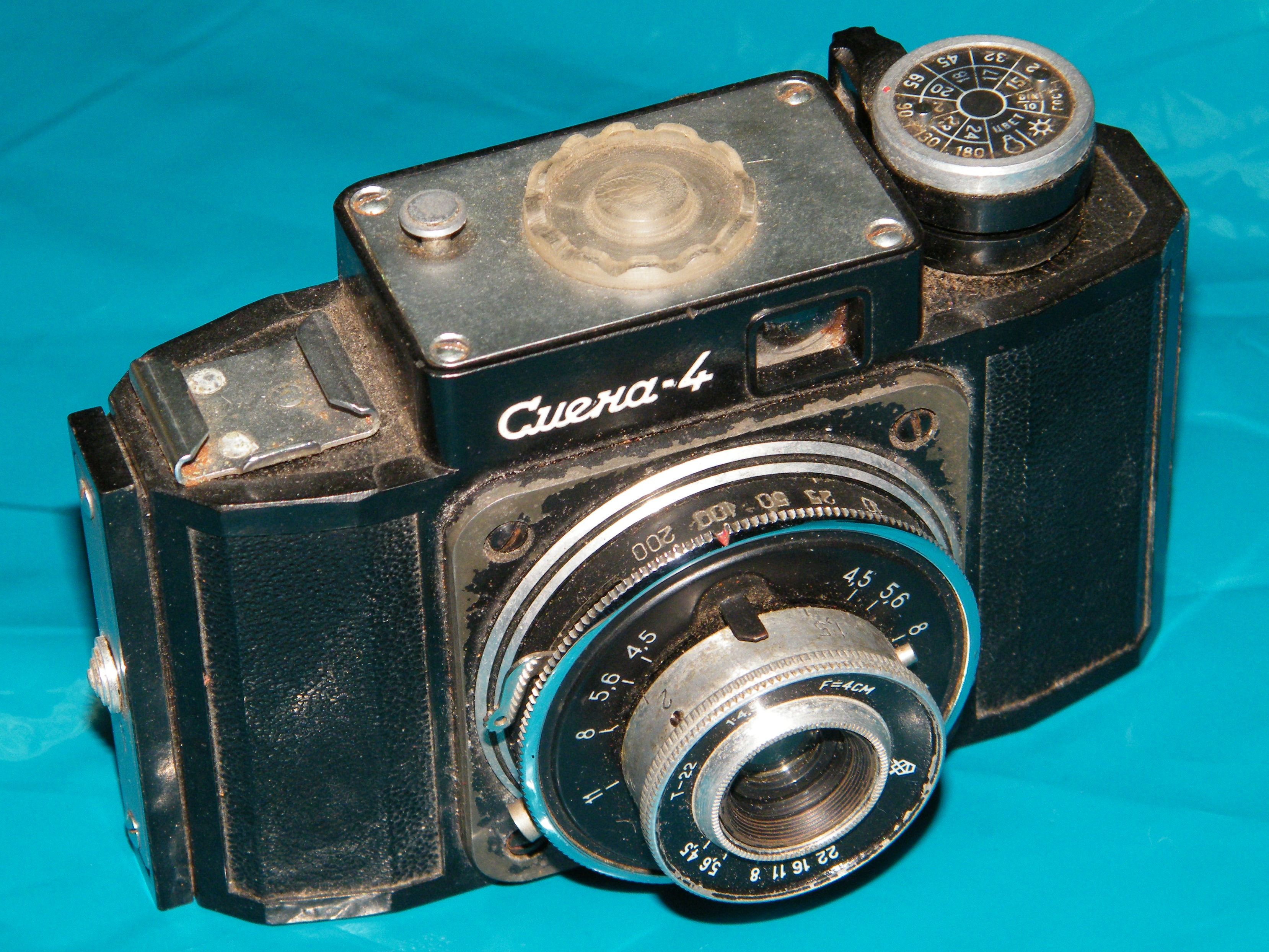
«Смена-4»
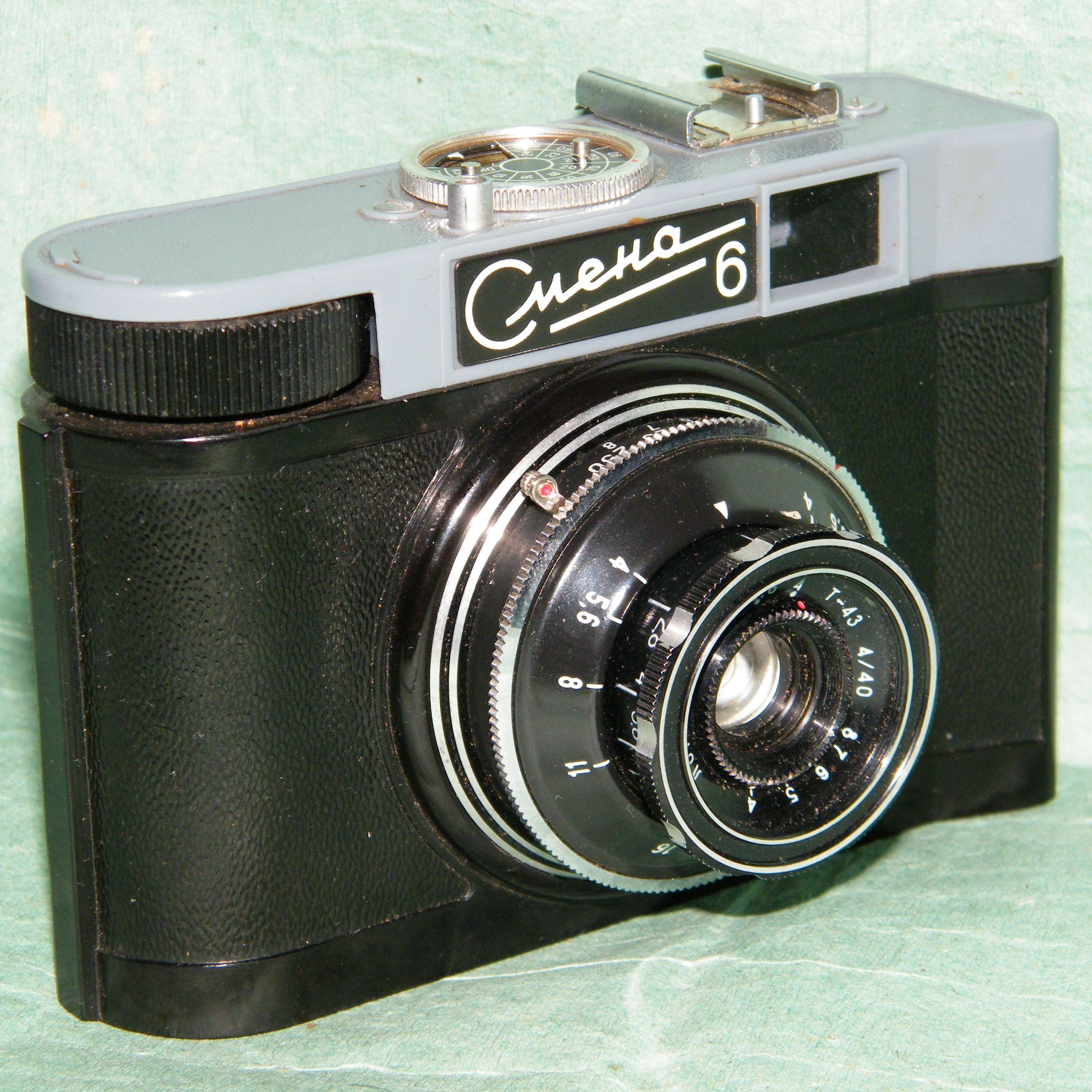
«Смена-6»
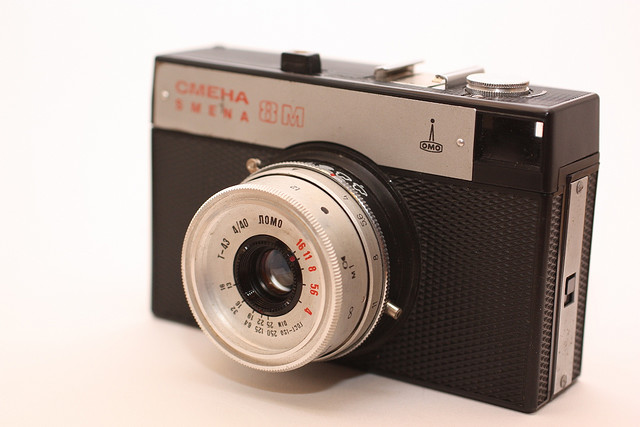
«Смена-8М»
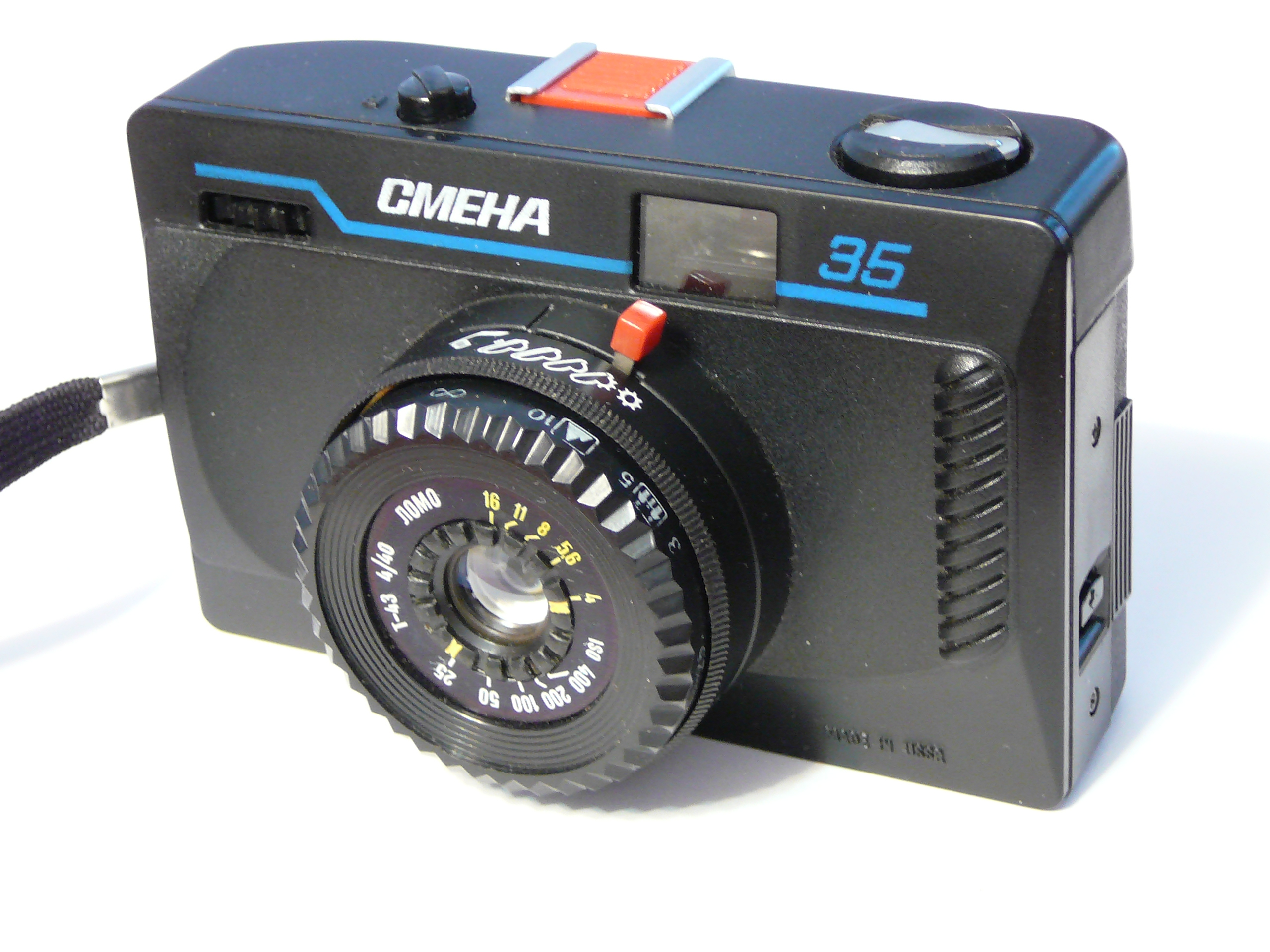
«Смена-35»

### Шкальные фотоаппараты

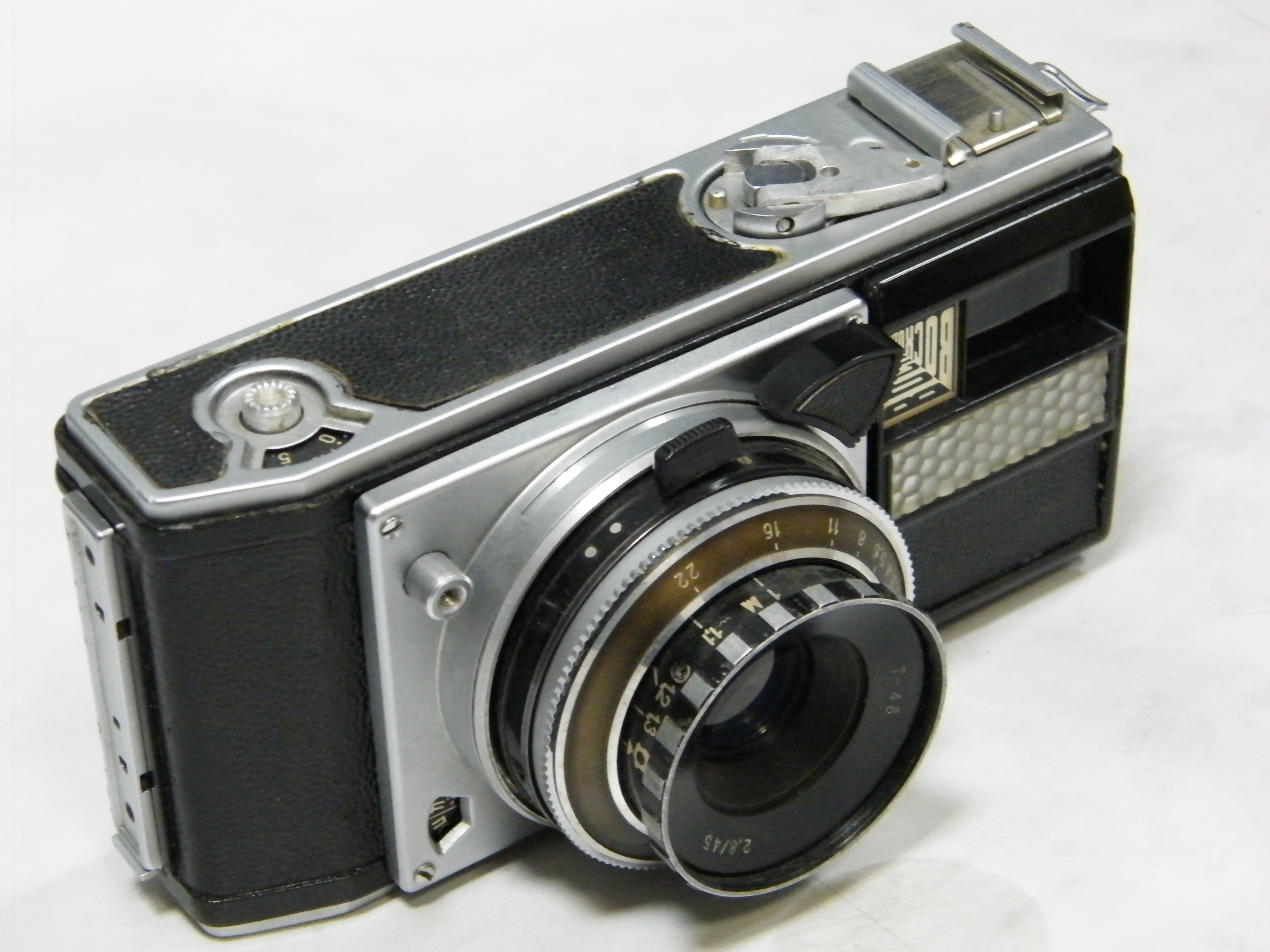
«Восход»

- «Восход» (1964—1968) — первый советский шкальный фотоаппарат с полуавтоматической установкой экспозиции.

Затвор центральный залинзовый. Выдержки — от 1 до 1⁄250 сек и «B».
Курковый взвод затвора и перемотки плёнки. Курок расположен на оправе объектива. Обратная перемотка рулеточного типа.
Фотоплёнка типа 135 в стандартных кассетах. Размер кадра — 24×36 мм.
Объектив — несъёмный триплет «Т-48» 2,8/45. Фокусировка от 1 м до бесконечности.
Аппарат снабжён встроенным сопряжённым экспонометрическим устройством с селеновым фотоэлементом. При установленной светочувствительности фотоплёнки и выдержке вращением кольца установки диафрагмы стрелочный индикатор должен быть установлен в нейтральное положение.

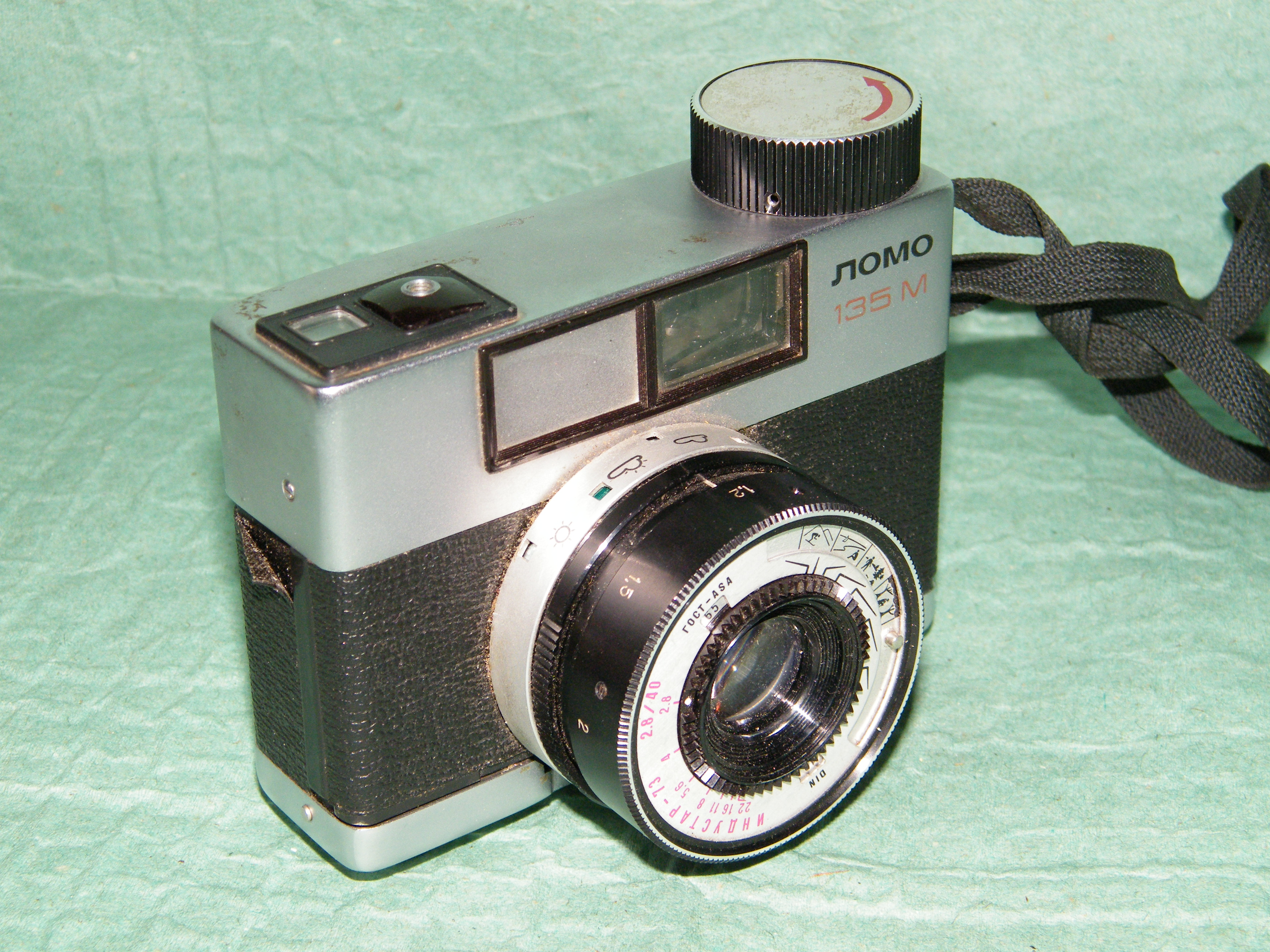
«ЛОМО-135М»

- «ЛОМО-135ВС» (1975—1982) и «ЛОМО-135М» (1981—1984) — малоформатные фотоаппараты с пружинным двигателем перемотки плёнки и взвода затвора. Допускается съёмка 8 кадров при скорости 3 кадра/с.

По техническим характеристикам близки к фотоаппаратам семейства «Смена».
Объектив — «Индустар-73» 2,8/40. Диафрагмирование объектива от 2,8 до 22. Затвор — центральный с выдержками от 1⁄15 до 1⁄250 сек и «B». Установка выдержек по символам погоды. Видоискатель оптический с кадровыми рамками.

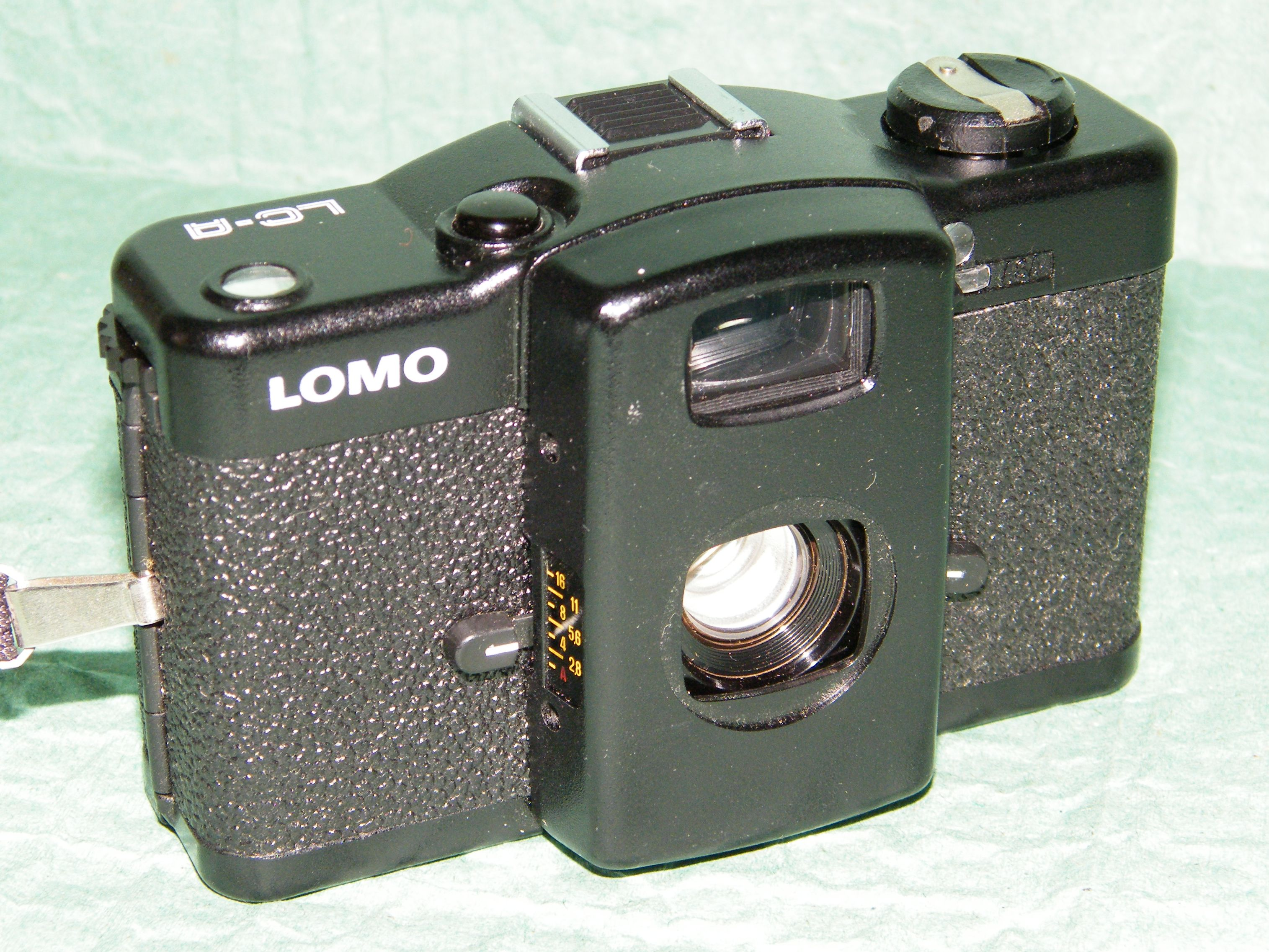
«ЛОМО Компакт-Автомат»

- «ЛОМО Компакт-Автомат» (с 1983 года) — первый советский шкальный компактный фотоаппарат бесфутлярной конструкции. При транспортировке объектив закрыт металлическими шторками, кнопка спуска блокирована.

Фотоаппарат с автоматической установкой экспозиции (программный автомат).
Электронноуправляемый затвор-диафрагма бесступенчато отрабатывает выдержку от 1⁄500 сек при диафрагме 1⁄16 до нескольких секунд при диафрагме 1⁄2,8.
Объектив — «Минитар-1» 2,8/32. В неавтоматическом режиме и при съёмке с фотовспышкой предусмотрена возможность ручной установки диафрагмы при выдержке 1⁄60 сек.
Центральный синхроконтакт. Предусмотрена возможность использования моторной приставки.
Фотоаппарат «ЛОМО Компакт-Автомат» и снимки, сделанные с его помощью способствовали появлению нового жанра в фотографии — ломографии.

### Однообъективные зеркальные фотоаппараты «Алмаз»

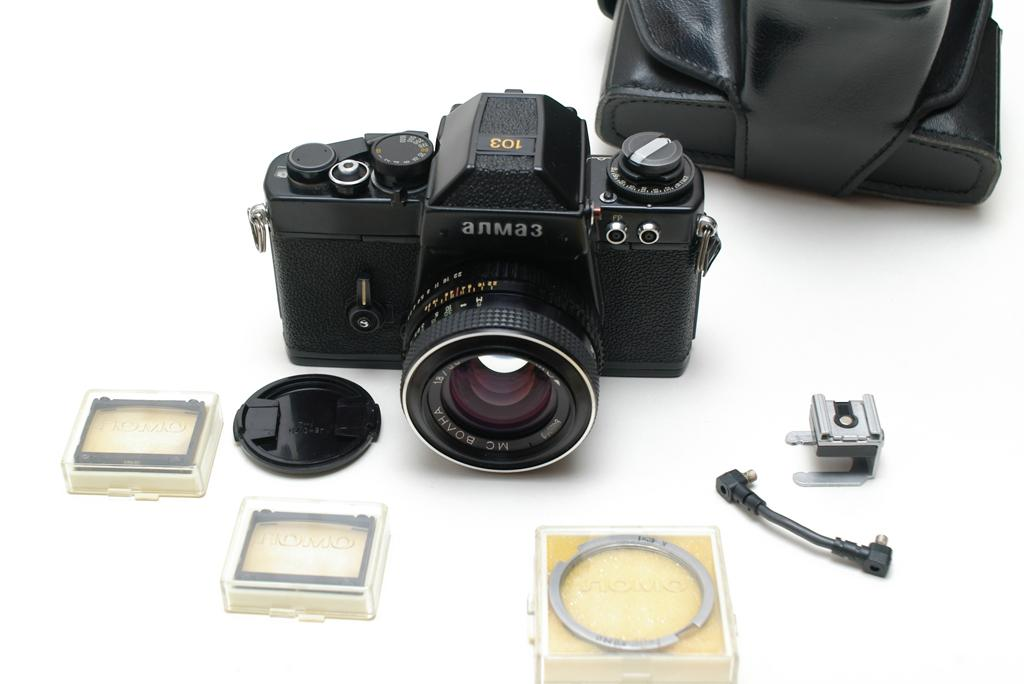
«Алмаз-103»

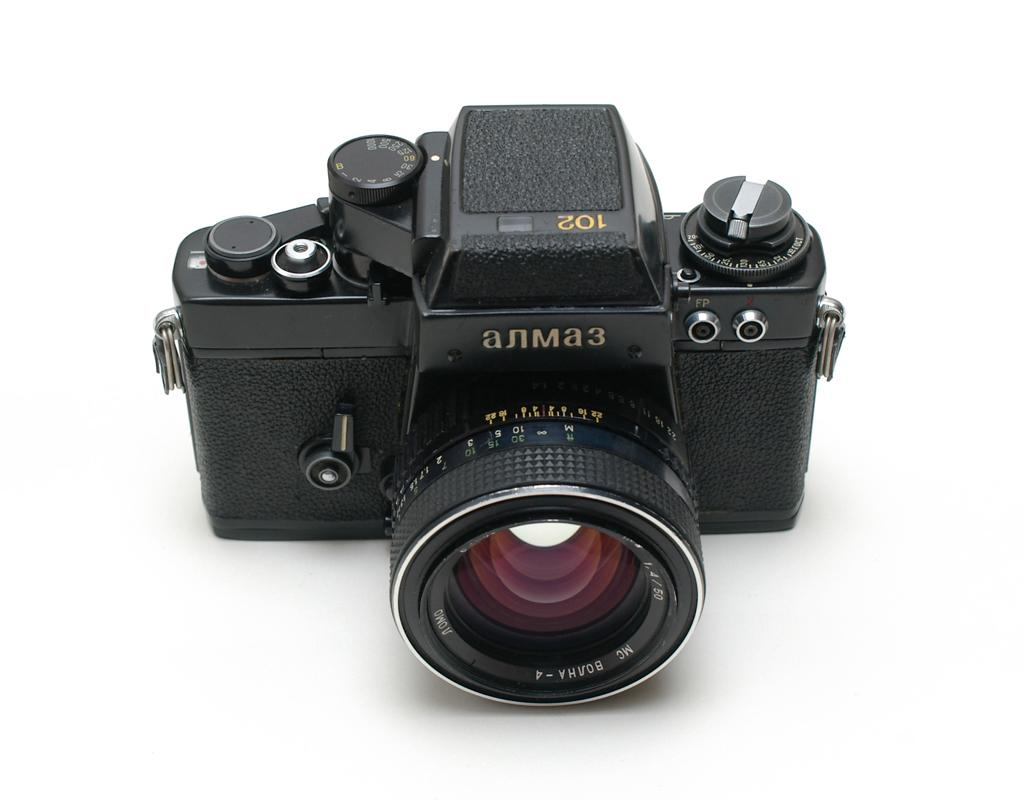
«Алмаз-102»

- «Алмаз-103» (1979—1989) — малоформатный фотоаппарат с ручной установкой экспозиции. Курковый взвод затвора и перемотки плёнки. Предусмотрена возможность отключения транспортировки плёнки и многократной съёмки на один кадр (мультиэкспозиция). Крепление объективов — байонет К. Штатный объектив — МС «Волна» 1,8/50 с многослойным просветлением. Возможность смены видоискателя и фокусировочных экранов. Затвор — фокальный, с двумя парами металлических ламелей, движение вдоль короткой стороны кадра. Значения выдержек: «В», 1, 1⁄2, 1⁄4, 1⁄8, 1⁄15, 1⁄30, 1⁄60, 1⁄125, 1⁄250, 1⁄500, 1⁄1000 сек.
- «Алмаз-102» (1979—1984) — фотоаппарат с полуавтоматической установкой экспозиции. От базовой модели отличается наличием экспонометрического устройства TTL (светоизмерение на открытой диафрагме), более светосильным объективом МС «Волна-4» 1,4/50. Диапазон светочувствительности фотоплёнки от 16 до 2000 ед. ГОСТ. Экспокоррекция ±2 ступени. Выпущен в количестве 63 экз.
- «Алмаз-101» — фотоаппарат с автоматической установкой экспозиции (приоритет диафрагмы). Выпущен всего один заводской экземпляр. Диапазон выдержек от 10 до 1⁄1000 сек, установка вместо задней стенки кассеты на 200 кадров, моторная и датозаписывающая приставка, работа автоматической фотовспышки от TTL-экспонометра камеры.
- «Алмаз-104» — проект, дальнейшая перспективная модификация камеры «Алмаз-102».

### Простейший фотоаппарат «Зенит-35F»

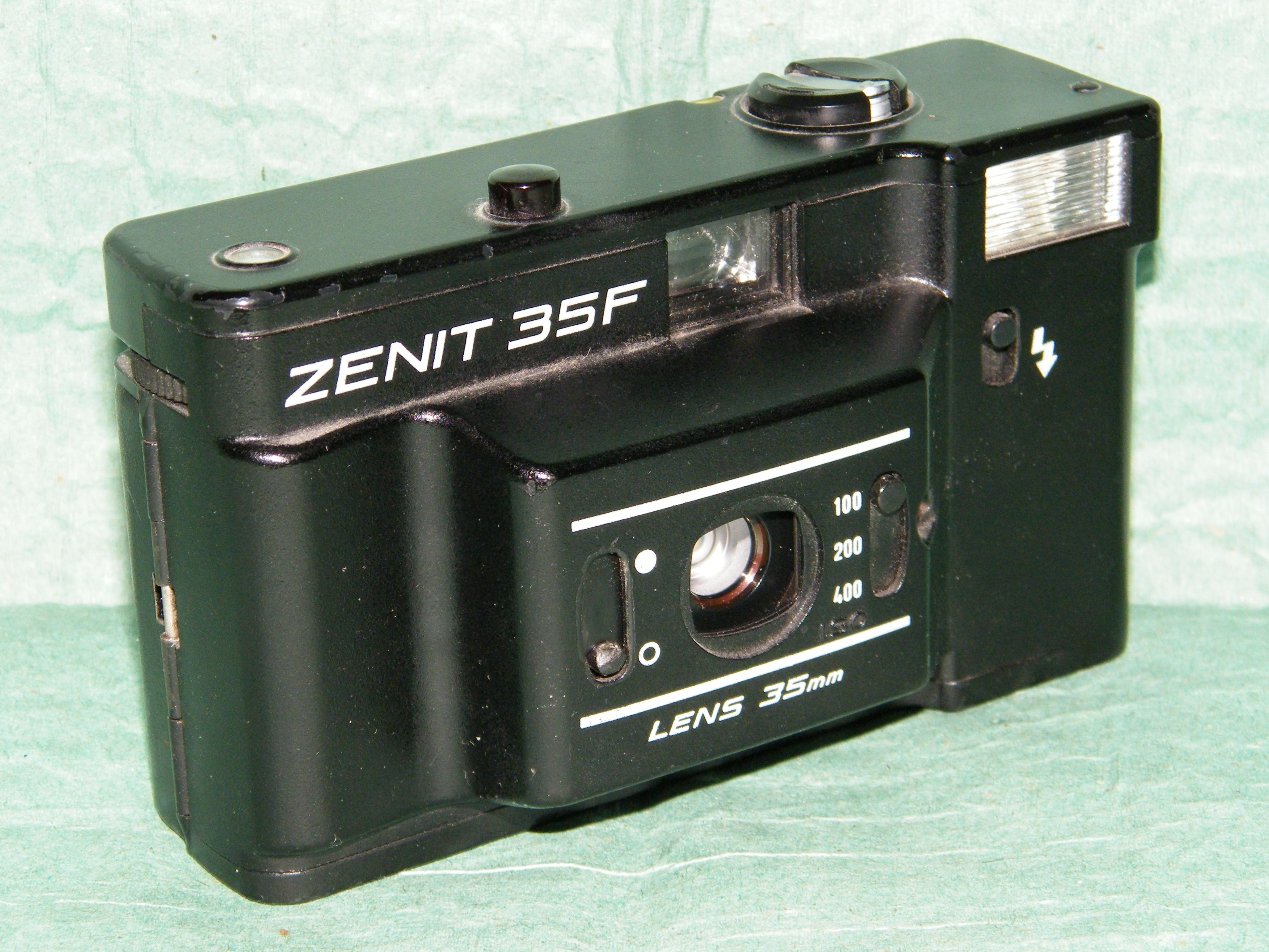
«Зенит-35F»

- «Зенит-35F» (1987—1992) — малоформатный простейший фотоаппарат. Произведено 75 620 штук.

Фотоаппарат объединения ЛОМО выпускался под торговой маркой другого предприятия — Красногорского механического завода.
Корпус пластмассовый бесфутлярный. Фотоматериал — плёнка типа 135 в стандартной кассете, размер кадра 24×36 мм. Объектив двухлинзовый, просветлённый, с фокусным расстоянием 35 мм, сфокусирован на гиперфокальное расстояние. Фотографический затвор — центральный двухлепестковый залинзовый, единственная выдержка 1⁄125 сек. Видоискатель оптический. Встроенная фотовспышка с ведущим числом 9 (для фотоплёнки 100 ед. ГОСТ). Принудительное включение фотовспышки, светодиодный индикатор готовности. Фотоаппарат «Зенит-35F» снабжён экспонометрическим устройством, на передней стенке камеры расположен объектив фоторезистора. Единственное назначение экспонометрического устройства — информировать фотографа о недостаточной освещённости. Источник питания фотовспышки и экспонометрического устройства — два элемента АА. Установка светочувствительности фотоматериала связана с диафрагмированием съёмочного объектива. Диафрагма трёхлепестковая ирисовая.